# Sonja Kristina
Sonja Kristina  (* 14. dubna 1949 Brentwood, Essex) je britská zpěvačka známá především z působení ve skupině Curved Air.

## Curved Air
- Airconditioning (1970)
- Second Album (1971)
- Phantasmagoria (1972)
- Air Cut (1973)
- Live (1975)
- Midnight Wire (1975)
- Airborne (1976)
- Lovechild (nahráno 1973, vydáno 1990)
- Live At The BBC (1995)
- Alive, 1990 (2000)
- Masters From The Vaults
- Reborn (2008)

## Sonja Kristina
- Sonja Kristina (1980)
- Songs From The Acid Folk (1991) (s TY-LOR a přáteli)
- Harmonics Of Love (1995)
- Cri De Coeur (2003)
- Heavy Petal CD + DVD by MASK ft Sonja Kristina (2005)

## Ostatní
- Hair soundtrack - sólový zpěv na některých písních.[1]
- Vampires Stole My Lunch Money Mick Farren (1978) - Sonja Kristina a Chrissie Hynde z The Pretenders na tomto albu zpívají vokály.[1]
- Sheep In Wolves' Clothing Motorheadbangers fan club tribute CD (2008) - Sonja se podílela na akustické verzi písně Motörhead "I Don't Believe A Word."